# 瑠璃河遺跡
瑠璃河遺跡（るりがいせき）は、中国の北京市房山区瑠璃河地区の北に位置する西周時代の燕国の城市跡および墓地跡である。

## 概要
瑠璃河の西周時代の城跡は現在の董家林村一帯に広がり、北壁の長さが800メートルあまり、東壁と西壁についてはその北側の300メートルあまりが確認されている。東西城壁の南側部分と南壁については破壊が著しく、その長さは不明。城壁の外周には濠が巡らされ、城内には住居跡も発見されている。
城跡東南の黄土坡村付近が当時の墓地であり、300基以上の墓が発掘されている。副葬品は青銅礼器・玉器・漆器・磁器・武器・車馬具などであり、殉葬者も発見されている。
出土した青銅器の銘文には「匽侯」（燕侯）の文字が頻繁に見られる。例えば253号墓出土の「菫鼎」には、燕侯に命じられた菫が宗周に赴き、太保の召公奭に貢納品を献上した経緯が記録されている。251号墓出土の「伯矩鬲」の銘文には、作器者の伯矩が燕侯から賞賜を受けたことが記されている。
1986年に発掘された1193号墓は、瑠璃河墓地の中で最大のものであり、被葬者は燕侯であると考えられている。